# Гроле (Фрібур)
Гроле (фр. Grolley) — громада  в Швейцарії в кантоні Фрібур, округ Сарін.

## Географія
Громада розташована на відстані близько 32 км на південний захід від Берна, 8 км на північний захід від Фрібура.
Гроле має площу 5,3 км², з яких на 16,4% дозволяється будівництво (житлове та будівництво доріг), 64,9% використовуються в сільськогосподарських цілях, 18,7% зайнято лісами, 0% не є продуктивними (річки, льодовики або гори).

## Демографія
2019 року в громаді мешкало 1972 особи (+16,3% порівняно з 2010 роком), іноземців було 23,6%. Густота населення становила 369 осіб/км².
За віковим діапазоном населення розподілялося таким чином: 21,5% — особи молодші 20 років, 64,4% — особи у віці 20—64 років, 14,1% — особи у віці 65 років та старші. Було 774 помешкань (у середньому 2,5 особи в помешканні).
Із загальної кількості 785 працюючих 35 було зайнятих в первинному секторі, 198 — в обробній промисловості, 552 — в галузі послуг.